# Distúrbios na Etiópia em 2020
Distúrbios na Etiópia de 2020 são uma onda de distúrbios civis que assolaram a Etiópia, principalmente a região de Oromia, após o assassinato do músico Hachalu Hundessa em 29 de junho de 2020, provocando a morte de pelo menos 200 pessoas. Protestos pacíficos contra a morte de Hachalu também foram realizados por oromos no exterior.
 

## Contexto
Hachalu Hundessa foi um cantor popular cujas canções politicamente engajadas foram populares durante os protestos etíopes de 2016 e fizeram dele "um símbolo político das aspirações do povo oromo".  Ele foi baleado na noite de 29 de junho de 2020 na área de Gelan Condominiums em Addis Abeba.   O músico foi levado ao Hospital Geral Tirunesh Beijing, onde morreu devido aos seus ferimentos.  Milhares de pessoas se reuniram no hospital, enquanto a polícia usava gás lacrimogêneo para dispersar a multidão e alguns incendiavam pneus. Três pessoas foram mortas.
Embora os manifestantes insistiram que ele deveria ser enterrado em Adis Abeba, seu corpo foi transportado por via aérea para Ambo de acordo com os desejos de sua família. A polícia prendeu vários suspeitos de estarem relacionados com o assassinato.  Hachalu relatou ter recebido ameaças de morte, inclusive na semana anterior à sua morte, quando deu uma entrevista à Oromia Media Network. 

## Eventos
Grande parte da violência ocorreu nos mesmos locais que foram focos da última grande série de confrontos em outubro de 2019, muitos dos quais com grandes populações não-oromo. 
Em 30 de junho, grupos de jovens vagueavam os bairros de Adis Abeba, edifícios públicos e empresas privadas foram destruídas e estabelecimentos comerciais foram saqueados. Nesse mesmo dia, três explosões ocorreram em Adis Abeba, matando alguns dos autores e espectadores.  Sete civis e três policiais foram mortos, "espancados com pedras ou baleados, ou [em] uma série de atentados".  Nas manifestações em Adama, nove manifestantes foram mortos  e outros 75 ficaram feridos.
Em Ambo, cidade natal de Hachalu, três policiais e 78 civis foram mortos no "caos" no entorno de seu funeral, incluindo um dos tios de Hachalu.  Pelo menos nove dos civis foram mortos pelas forças de segurança. 
Em Shashamane, a violência foi particularmente generalizada, com "até 150" pessoas mortas, de acordo com a vice-comissária de polícia regional, Girma Gelan.  Relatos de testemunhas oculares afirmaram que "todos, com exceção de 4 ou 5 prédios" no centro da cidade foram incendiados e que a comunidade Rastafári havia sido alvejada devido à sua associação com o imperador Haile Selassie.  Testemunhas que falaram com a Voice of America descreveram como centros comerciais, restaurantes, residências e hotéis pertencentes a "forasteiros" foram atacados, incluindo um pertencente ao célebre corredor Haile Gebrselassie.  As vítimas descreveram a violência como direcionada; de acordo com Yohannes Wolde, o diretor de uma grande escola privada, o Centro de Educação Dinkinesh, os desordeiros incendiaram três campi separados da escola em diferentes partes da cidade, bem como a sua residência particular, que foi a única casa na área a ser atacada. Temam Hussein, prefeito de Shashamane, disse que, embora os protestos tenham sido inicialmente pacíficos, "algumas [pessoas] tinham uma agenda para desviá-lo para conflitos étnicos e saques".
Duas pessoas foram mortas a tiros em Chiro, enquanto manifestantes em Harar derrubaram uma estátua de Ras Makonnen Wolde Mikael. Em Adama, os manifestantes incendiaram o gabinete do prefeito e tentaram tomar a sede da emissora estatal regional.  A violência também foi grave em Bale Robe, Ziway e Negele Arsi. Na cidade de Ziway, pessoas inocentes foram rotuladas como "neftegna" (amárico:  ነፍተኛ, lit. "portador de rifle", conotando um colono) e foram alvo de agressões, segundo várias testemunhas. 

### Resposta
Às 9 horas da manhã de 30 de junho de 2020, a internet foi cortada em grande parte da Etiópia, uma medida considerada pelo NetBlocks, um órgão de vigilância das telecomunicações, coerente com os encerramentos nacionais anteriores à internet impostos pelo governo durante distúrbios.  O primeiro-ministro Abiy Ahmed expressou suas condolências à família de Hundessa, dizendo que seus assassinos pretendiam não apenas matá-lo, mas "através dele matar a Etiópia", ao mesmo tempo, em que pedia calma em meio aos crescentes tumultos.  O proprietário de mídia e ativista Jawar Mohammed respondeu à morte de Hundessa no Facebook, dizendo: "Eles não apenas mataram Hachalu. Eles atiraram no coração da Nação Oromo, mais uma vez !! ... Você pode nos matar, todos nós, você nunca poderá nos impedir !! NUNCA !!" Os etno-nacionalistas oromos e os nacionalistas pan-etíopes acusam-se mutuamente sugerindo culpabilidade pelo assassinato. 
Em 30 de junho de 2020, Jawar e Bekele Gerba foram presos pela polícia federal etíope após um incidente entre os guardas de Jawar e a polícia que resultou na morte de um policial.  O incidente aconteceu quando Jawar e seus guardas interceptaram o transporte dos restos mortais pertencentes a Hachalu Hundessa à sua cidade natal, Ambo, que fica 100 km a oeste de Addis Ababa. Jawar queria que o funeral ocorresse em Adis Abeba, enquanto os pais e a esposa de Hachalu desejavam um enterro em Ambo.  O governo alegou que a intenção era realizar o funeral de Hundessa em Addis Abeba para que os jovens oromos irados que chegassem à cidade destruíssem estátuas e monumentos, uma ação que os colocaria em confronto direto com os moradores locais. O plano seria usar a violência resultante para desacreditar e derrubar o governo de Abiy Ahmed. 35 pessoas, incluindo Jawar, foram presas, juntamente com oito Kalashnikovs, cinco pistolas e nove transmissores de rádio sendo apreendidos.  Posteriormente, o ex-jornalista que se tornou político Eskinder Nega e Sintayehu Chekol, do movimento Balderas, um crítico tanto do governo como dos etno-nacionalistas oromos, também foram presos por "tentar incitar a violência". 
Em 5 de julho, a polícia prendeu pelo menos quatro pessoas em conexão direta com a morte de Hachalu. Abiy sugeriu que [o Egito] pode estar por trás dos distúrbios, dizendo que "as forças externas e internas que não foram bem-sucedidas com a questão da Grande Barragem da Renascença Etíope tentaram o máximo possível criar o caos neste momento".  Um diplomata egípcio respondeu dizendo que o Egito "não tem nada a ver com as tensões atuais na Etiópia".  Ian Bremmer escreveu em um artigo da revista Time que o primeiro-ministro Abiy "pode estar apenas procurando um bode expiatório que possa unir os etíopes contra um inimigo comum percebido".
Enquanto alguns saudaram o movimento do governo como uma "resposta firme" para restaurar a ordem e controlar a situação, outros alertaram que uma repressão, à luz das eleições adiadas, "exacerbaria as tensões subjacentes e colocaria em perigo a nascente democracia [da Etiópia]". 